# Flandes Occidental
Flandes Occidental (en neerlandès West-Vlaanderen, en flamenc occidental West-Vloandern) és una província de Bèlgica que forma part de la Regió de Flandes. Va crear-se com a departament del Leie després la reforma administrativa durant l'ocupació francesa. l'1 de gener de 1963 els municipis de Moeskroen i de Komen-Waasten van cedir-se a la província d'Hainaut.

## Municipis de Flandes Occidental
1. Alveringem

2. Anzegem

3. Ardooie

4. Avelgem

5. Beernem

6. Blankenberge

7. Bredene

8. Brugge

9. Damme

10. De Haan

11. De Panne

12. Deerlijk

13. Dentergem

14. Diksmuide

15. Gistel

16. Harelbeke

17. Heuvelland

18. Hooglede

19. Houthulst

20. Ichtegem

21. Ieper

22. Ingelmunster

23. Izegem

24. Jabbeke

25. Knokke-Heist

26. Koekelare

27. Koksijde

28. Kortemark

29. Kortrijk

30. Kuurne

31. Langemark-Poelkapelle

32. Ledegem

33. Lendelede

34. Lichtervelde

35. Lo-Reninge

36. Menen

37. Mesen

38. Meulebeke

39. Middelkerke

40. Moorslede

41. Nieuwpoort

42. Oostende

43. Oostkamp

44. Oostrozebeke

45. Oudenburg

46. Pittem

47. Poperinge

48. Roeselare

49. Ruiselede

50. Spiere-Helkijn

51. Staden

52. Tielt

53. Torhout

54. Veurne

55. Vleteren

56. Waregem

57. Wervik

58. Wevelgem

59. Wielsbeke

60. Wingene

61. Zedelgem

62. Zonnebeke

63. Zuienkerke

## Llista de Governadors
- 1830 - 1831 : Felix de Muelenaere (Partit Catòlic)
- 1832 - 1834 : Felix de Muelenaere (Partit Catòlic)
- 1836 - 1849 : Felix de Muelenaere (Partit Catòlic)
- 1849 - 1857 : Adolphe de Vrière (Liberal)
- 1857 - 1877 : Benoît Vrambout (Liberal)
- 1877 - 1878 : Léon Ruzette (Partit Catòlic)
- 1878 - 1883 : Theodore Heyvaert (Liberal)
- 1883 - 1884 : Guillaume De Brouwer (Liberal)
- 1884 - 1901 : Léon Ruzette (Partit Catòlic)
- 1901 : Jean-Baptiste de Bethune (Partit Catòlic)
- 1901 - 1903 : Charles d'Ursel (Partit Catòlic)
- 1903 - 1907 : Jean-Baptiste de Bethune (Partit Catòlic)
- 1907 - 1912 : Albéric Ruzette (Partit Catòlic)
- 1912 - 1933 : Léon Janssens de Bisthoven
- 1933 - 1940 : Henri Baels (Partit Catòlic)
- 1940 - 1944 : Michel Bulckaert
- 1944 - 1979 : Pierre van Outryve d'Ydewalle (CVP)
- 1979 : Leo Vanackere (CVP)
- 1979 - 1997 : Olivier Vanneste (CVP)
- 1997 - 2012 : Paul Breyne (CD&V)
- 2012 - present: Carl Decaluwe